# Quanto Mais Idiota Melhor
Wayne's World (bra/prt: Quanto Mais Idiota Melhor) é um filme estadunidense de 1992, do gênero comédia musical, dirigido por Penelope Spheeris, produzido por Lorne Michaels e escrito por Mike Myers, e Bonnie e Terry Turner. Ele estrelou Myers em sua estreia no cinema como Wayne Campbell e Dana Carvey como Garth Algar, dois amigos fãs de rock que são donos de um programa de televisão a cabo chamado "Wayne's World", gravado em Aurora, Illinois. O filme é uma adaptação cinematográfica de uma esquete com mesmo nome do programa Saturday Night Live, da NBC. O elenco também inclui Rob Lowe, Tia Carrere, Lara Flynn Boyle, Brian Doyle-Murray, Chris Farley, Ed O'Neill, Ione Skye, Meat Loaf e Alice Cooper.
Wayne's World foi lançado nos EUA em 14 de fevereiro de 1992. Um sucesso comercial e crítico, foi o oitavo filme com maior bilheteria de 1992 e continua sendo o filme com maior bilheteria baseado nas esquetes do Saturday Night Live. Uma sequência, Wayne's World 2, foi lançada em 10 de dezembro de 1993.

## Sinopse
Em Aurora, Illinois, os fãs de rock Wayne Campbell e Garth Algar apresentam um programa de televisão de acesso público, Wayne's World, no porão dos pais de Wayne. Depois de vender os direitos do programa ao produtor de televisão Benjamin Kane por US$10,000, eles comemoram em uma boate, onde evitam a ex-namorada problemática de Wayne, Stacy. Wayne se apaixona por Cassandra Wong, vocalista e baixista da banda que se apresenta naquela noite, Crucial Taunt, e a impressiona com seu cantonês. Ele compra uma guitarra elétrica Fender Stratocaster de 1964 que há muito cobiçou.
Benjamin tenta roubar Cassandra de Wayne usando sua riqueza e boa aparência. Ele distrai Wayne e Garth com ingressos de acesso total para um concerto de Alice Cooper em Milwaukee, enquanto se oferece para produzir um videoclipe para Crucial Taunt. No show, Wayne e Garth conhecem um guarda-costas do produtor musical Frankie Sharp, chefe da Sharp Records.
Enquanto filmavam o renovado Wayne's World sob a supervisão de Benjamin, Wayne e Garth acham difícil se adaptar ao ambiente de estúdio profissional. O contrato os obriga a dar uma entrevista promocional ao dono da empresa que os patrocina, Noah Vanderhoff, dono de uma franquia de jogos eletrônicos de fliperama. Depois que Wayne ridiculariza publicamente Vanderhoff, ele é demitido do programa, causando um desentendimento em sua amizade com Garth. Ciumento da atenção que Benjamin está dando a Cassandra, Wayne tenta impedi-la de participar do videoclipe da Crucial Taunt. Ela termina com ele, furiosa com a falta de confiança dele.
Wayne e Garth se reúnem e traçam um plano para reconquistar Cassandra, fazendo com que Sharp ouça a Crucial Taunt. Enquanto Garth e seus amigos se infiltram em uma estação de satélite com a ajuda do assistente de Benjamin, Wayne vai à filmagem de Cassandra, mas se envergonha na tentativa de expor o motivo oculto de Benjamin. Quando ele sai, Cassandra muda de ideia sobre Benjamin. Wayne pede desculpas e eles retornam a Aurora.
A equipe do Wayne's World invadiu a televisão por satélite da Sharp e transmitiu a performance Crucial Taunt do porão de Wayne, onde Sharp e Benjamin convergem. Sharp se recusa a oferecer Crucial Taunt um contrato recorde, Cassandra termina com Wayne e parte com Benjamin para um resort tropical, Stacy revela que está grávida do filho de Wayne, e um incêndio destrói a casa de Wayne.
Insatisfeitos, Wayne e Garth se voltam para o público do filme e interrompem os procedimentos. Eles reiniciam a cena e desmascaram Benjamin como "Old Man Withers" em uma paródia de Scooby-Doo. Ainda insatisfeitos, eles começam novamente com um "mega final feliz", no qual Cassandra assina um contrato recorde e se reúne com Wayne, Garth começa um relacionamento com uma garçonete e Benjamin descobre que dinheiro e boa aparência não traz necessariamente felicidade.

## Elenco e descrição do personagem
- Mike Myers como Wayne Campbell, anfitrião do Wayne's World. O personagem vive com seus pais e tem uma atitude peculiar. Seu melhor amigo é Garth Algar, seu interesse amoroso é Cassandra Wong e seu inimigo é Benjamin Kane.[4]
- Dana Carvey como Garth Algar, o melhor amigo e co-anfitrião de Wayne. Garth é uma pessoa muito nervosa por natureza e está nervoso sem Wayne por perto. Ele tem uma queda pela garota que trabalha na loja de donuts que o grupo frequenta, o Stan Mikita's Donuts.[5]
- Tia Carrere como Cassandra Wong, cantora e baixista do Crucial Taunt e interesse amoroso de Wayne. Ela conheceu Wayne em um bar de heavy metal chamado Gasworks depois de se apresentar lá. Benjamin Kane tenta roubá-la de Wayne. No triste final do filme, ela e Benjamin acabam juntos, mas no final feliz, ela e Wayne acabam juntos.[4]
- Rob Lowe como Benjamin Oliver, um produtor de televisão desprezível e inimigo de Wayne. Ele é diretor de programação regional da Oliver Communications. Ele compra o Wayne's World por US$10,000, o que lhe permite fazer algumas mudanças importantes, como demitir o anfitrião principal, Wayne. Ele também rouba o interesse amoroso de Wayne. Garth acredita que "se Benjamin tivesse sabor de sorvete, ele seria Pralines e Dick".[4]
- Lara Flynn Boyle como Stacy, a problemática ex-namorada de Wayne. Ela não entende que Wayne terminou com ela e ainda o trata como se fossem um casal. Ela continua a dar presentes a Wayne e pede que ele faça as coisas; Ela comprou um porta-armas para Wayne como presente de aniversário.[4]
- Brian Doyle-Murray como Noah Vanderhoff, um magnata dos fliperamas. Sua empresa, Noah's Arcade, torna-se o patrocínio do Wayne's World, quando é assumido por Benjamin.[4]
- Colleen Camp como Sra. Vanderhoff, esposa de Noah.[4]
- Kurt Fuller como Russell Finley, diretor dos programas de televisão produzidos por Benjamin.
- Chris Farley tem uma participação especial como o guarda de segurança bem informado na parte de trás do show de Alice Cooper.
- Meat Loaf como Tiny, porteiro da Gasworks com quem Wayne e Garth estão "dentro". Ele os informa sobre as bandas tocando e se são boas ou não.[4]
- Frank DiLeo como promotor de rock Frankie 'Mr. Big 'Sharp. Wayne e seu grupo encontram uma maneira de transmitir Cassandra tocando em sua limusine.[4]
- Ed O'Neill as Glen, o gerente do Stan Mikita's Donuts. Ele é muito sinistro e sempre menciona coisas sobre assassinatos, o que sugere um passado misterioso.[4]
- Michael DeLuise como Alan, um dos parceiros de Wayne e Garth.
- Lee Tergesen como Terry, cinegrafista de Wayne e Garth.
- Dan Bell como Neil, o segundo cinegrafista de Wayne e Garth.
- Sean Gregory Sullivan como Phil, como o amigo perpetuamente embriagado de Wayne e Garth que trabalha em uma oficina de automóveis. No começo do filme, ele é “festejado” na beira da estrada e eles o pegam. Eles vão ao Stan Mikita's Donuts.[4]
- Mike Hagerty como Davey, que comanda a estação de televisão Cable 10 a quem Benjamin e Russell pedem ajuda.
- Frederick Coffin como oficial Koharski. Ele é gentil com Wayne, Garth e seu grupo.
- Donna Dixon como a mulher dos sonhos de Garth, que trabalha no Stan Mikita's Donuts.[4]
- Ione Skye como Elyse, a namorada de Benjamin, que o apresenta ao Wayne's World. Ela é vista no início do filme na primeira cena.[4]
- Robin Ruzan como garçonete no Stan Mikita's.
- Charles Noland como Ron Paxton, que tenta comercializar sua invenção, o "Suck Kut", no programa de Wayne e Garth. Ele tenta usar sua invenção nos cabelos de Garth, resultando em Garth tendo que pedir por socorro.
- Carmen Filpi as Old Man Withers. Ele dirige um parque de diversões.
- Robert Patrick tem uma participação especial como T-1000 (reprisando seu papel de Terminator 2: Judgment Day). Ele é um oficial que puxa Wayne quando ele está correndo para Cassandra.[4]
- Alice Cooper com Pete Friesen, Derek Sherinian, Stef Burns,[6] e Jimmy DeGrasso como eles mesmos, realizando Feed My Frankenstein. Wayne e Garth vão ao seu show.[4]

## Produção
Wayne's World recebeu luz verde pela Paramount Pictures em 1991. Foi o segundo filme baseado em uma esquete do Saturday Night Live após The Blues Brothers em 1980. O produtor Lorne Michaels contratou Penelope Spheeris para dirigir, que havia dirigido vários documentários musicais. Spheeris disse: "Eu estava apenas lutando como diretora neste ramo há muitos anos. Eu tinha 45 anos quando consegui esse emprego. Eu só fiquei lá. E o Wayne's World aconteceu, e isso meio que virou minha vida por aí."
Spheeris entrou em conflito com Myers durante as filmagens. Ela disse à Entertainment Weekly que Myers era "emocionalmente carente e ficou mais difícil com o decorrer das filmagens. Você deveria ter ouvido ele reclamar quando eu estava tentando fazer aquela cena de 'Bohemian Rhapsody': 'Eu não consigo mexer meu pescoço assim! Por que temos que fazer isso tantas vezes? Ninguém vai rir disso!'" Ela disse que tentou acalmar Myers pedindo que a filha lhe desse lanches, e em uma ocasião ele fugiu do set, chateado que não havia margarina para o seu bagel. Myers e Spheeris discutiram sobre o corte final do filme, fazendo com que Myers impedisse Spheeris de dirigir Wayne's World 2.

## Recepção

### Bilheteria
O filme foi um sucesso de bilheteria, estreando em primeiro lugar nas bilheterias. A receita final doméstica do filme foi de US$121.697.323, tornando-se o oitavo filme com maior bilheteria de 1992 e a maior bilheteria dos 11 filmes baseados nas esquetes do Saturday Night Live.

### Resposta da crítica
Wayne's World teve recepção mista por parte da crítica especializada. Em base de 14 avaliações profissionais, alcançou uma pontuação de 57/100 no Metacritic. No Rotten Tomatoes, o filme tem uma classificação de 84% "Certified Fresh" com base em 50 avaliações, com uma classificação média de 6,77/10, com o consenso crítico afirmando: "Uma comédia excêntrica que se revela em sua tolice e frases memoráveis, Wayne's World também é carinhosamente considerado por causa de seus personagens cativantes".

## Música
- O álbum da trilha sonora alcançou a primeira colocação na Billboard 200. O álbum foi certificado em dupla platina pela RIAA em 16 de julho de 1997.[18]
- O uso da canção Bohemian Rhapsody do Queen no filme impulsionou a canção para o número dois nas Billboard singles charts 17 anos depois de sua primeira versão. O estúdio originalmente queria usar uma música do Guns N' Roses para a cena, mas Myers exigiu "Bohemian Rhapsody", ameaçando até sair da produção, a menos que fosse usada.[19][20] Freddie Mercury, vocalista do Queen, morreu de pneumonia bronquial resultante da AIDS alguns meses antes do lançamento do filme. No entanto, Mercury viu a cena antes de sua morte, achando hilária e aprovou a música para o uso do filme.[21]
- Gary Wright regravou "Dream Weaver" para o filme, que é ouvido sempre que Wayne olha para Cassandra.[22]
- Tia Carrere cantou seus próprios vocais nas músicas que ela tocou no filme, bem como músicas cover como "The Ballroom Blitz", de The Sweet, que foram incluídas no álbum da trilha sonora do filme.[23]
- Myers originalmente queria "I'm Eighteen" e "School's Out" de Alice Cooper no filme, mas o gerente de Cooper, Shep Gordon, o convenceu a usar "Feed My Frankenstein". Foi o primeiro encontro de Myers com Gordon e causou uma impressão tão forte e positiva nele que eles formaram uma amizade. Myers dirigiu um documentário de 2014 sobre Gordon, intitulado Supermensch: The Legend of Shep Gordon.[19]

### Lista de faixas
1. "Bohemian Rhapsody" - Queen
2. "Hot and Bothered" - Cinderella
3. "Rock Candy" - BulletBoys
4. "Dream Weaver" - Gary Wright (versão gravada)
5. "Sikamikanico" - Red Hot Chili Peppers
6. "Time Machine" - Black Sabbath
7. "Wayne's World Theme" - Mike Myers/Dana Carvey (versão estendida)
8. "Ballroom Blitz" - Tia Carrere
9. "Happy Together" - The Turtles
10. "Foxy Lady" - The Jimi Hendrix Experience
11. "Feed My Frankenstein" - Alice Cooper
12. "Ride With Yourself" - Rhino Bucket
13. "Loving Your Lovin'" - Eric Clapton
14. "Why You Wanna Break My Heart" - Tia Carrere
15. "Loud Love" - Soundgarden (não incluído em todas as versões)